# FBI (Fernsehserie, 1965)
FBI (Originaltitel The F.B.I.) ist eine US-amerikanische Fernsehserie, die in den Jahren von 1965 bis 1974 in Co-Produktion zwischen Quinn Martin Productions und Warner Bros. Television entstand und zum Teil auf dem Warner-Bros.-Spielfilm Geheimagent des FBI von 1959 basiert.

## Handlung
Inspektor Lewis Erskine von der Bundespolizei FBI leitet die Ermittlungen bei grenzüberschreitenden Verbrechen, darunter Entführung, Spionage, Erpressung, Rauschgifthandel, Wirtschaftskriminalität und Mord. Sein Assistent ist in den ersten beiden Staffeln Jim Rhodes, danach Tom Colby und in der neunten und letzten Staffel Chris Daniels. Der Vorgesetzte der beiden Agenten ist der stellvertretende Direktor des FBI, Arthur Ward.

## Besetzung
| Rolle           | Darsteller          | Staffel | Synchronsprecher                                       |
| --------------- | ------------------- | ------- | ------------------------------------------------------ |
| Lewis Erskine   | Efrem Zimbalist Jr. | 1–9     | Hartmut Reck (ARD), Norbert Gescher                    |
| Arthur Ward     | Philip Abbott       | 1–9     | Günther Jerschke (ARD), Detlef Bierstedt               |
| Jim Rhodes      | Stephen Brooks      | 1–2     | Charles Brauer (ARD), Martin Keßler                    |
| Barbara Erskine | Lynn Loring         | 1       |                                                        |
| Tom Colby       | William Reynolds    | 3–8     | Charles Brauer (ARD), Knut Reschke, Joachim von Ulmann |
| Chris Daniels   | Shelly Novack       | 9       | Matthias Klages                                        |
| „Erzähler“      | Marvin Miller       | 2–9     | Hartmut Reck (ARD), Ulli Herzog                        |

## Gaststars
In Gastrollen traten mehrere international bekannte Schauspieler auf, darunter Lex Barker, Charles Bronson, Karin Dor, Michael Douglas, Robert Duvall, Harrison Ford, Gene Hackman, Diane Keaton, Jack Klugman, Leslie Nielsen, Burt Reynolds, Telly Savalas, William Shatner und Martin Sheen.

## Sonstiges
Die Serie basiert auf tatsächlichen Fällen des FBI. Wie erst in neuerer Zeit bekannt wurde, stellte das FBI den Produzenten und Autoren nicht nur Informationen über erfolgreiche Ermittlungen zur Verfügung, sondern hatte auch direkten Einfluss auf die Produktion der Serie. So verhinderte das FBI Gastauftritte von Bette Davis und Robert Blake aufgrund deren politischer Einstellung.
Der Automobilhersteller Ford war Sponsor der Serie.

## Nachfolgewerke
In den Jahren 1974 und 1975 wurden für das Fernsehen die zwei Spielfilme F.B.I. sucht Karpis und FBI – Kampf dem Terror produziert, bei denen jedoch keiner der Stammbesetzung vertreten war.
Die 1981 entstandene 19-teilige Serie Today’s F.B.I. mit Mike Connors als Ben Slater war ein misslungener Versuch, die Serie in den 1980er-Jahren wieder im Fernsehen zu etablieren.

## Ausstrahlungsnotizen
In Deutschland zeigte die ARD von 1968 bis 1972 lediglich 40 Episoden der Serie. Von 1989 bis 1991 strahlte Pro 7 weitere 91 Folgen aus, die restlichen Episoden folgten bis 1996 auf Kabel 1.